# Mitsugu Saotome
Mitsugu Saotome (早乙女貢, Saotome Mitsugu), (1er janvier 1926 à Harbin, Chine - 23 décembre 2008 à Kamakura, Japon) est le nom d'auteur d'un écrivain japonais de romans historiques dont l'action se situe au cours des ères Shōwa et Heisei. Son véritable nom est Kanegae Hideyoshi.

## Biographie
Né à Harbin en Chine, Saotome fréquente le département de littérature de l'université Keiō, mais le quitte avant d'en être diplômé. En 1954, le renommé auteur Shūgorō Yamamoto accepte d'être son tuteur.
En 1956, avec d'autres auteurs partageant les mêmes idées, il forme un groupe de critique littéraire appelé Shosetsu Kaigi (« Conférence de fiction »), dont les membres se soutiennent mutuellement en examinant leurs travaux respectifs. L'un des produits de cette collaboration est son roman Kyojin no Ori, couronné du prestigieux prix Naoki en 1968.
Saotome prétend descendre d'un samouraï du domaine d'Aizuwakamatsu ce qui serait à l'origine de son intérêt pour les sujets historiques. De fait, l'essentiel de son œuvre est constitué de fictions historiques situées dans les périodes Sengoku, Edo ou du Bakumatsu. Nombre de ses titres ont été adaptés au cinéma ou en séries télévisées.
En 2006, il est élu président du PEN club japonais

## Décès
Saotome meurt d'un cancer de l'estomac dans un hôpital à Kamakura, dans la préfecture de Kanagawa. Sa famille annonce sa disparition aux médias.

## Source de la traduction
- (en) Cet article est partiellement ou en totalité issu de l’article de Wikipédia en anglais intitulé « Mitsugu Saotome » (voir la liste des auteurs).